# اريك دوراند
اريك دوراند (بالفرنسية: Éric Durand)‏ (13 أغسطس 1965 فرنسا - ) هو لاعب كرة قدم فرنسي يلعب كحارس مرمى.

## روابط خارجية
- اريك دوراند على موقع رابطة كرة القدم الفرنسية للمحترفين (الإنجليزية)
- اريك دوراند على موقع قاعدة بيانات كرة القدم.إي يو (الإنجليزية)
- اريك دوراند على موقع ليكيب (الفرنسية)